# نازعة كربوكسيل التيروسين
تُحفز نازِعَةُ كَرْبُوكْسيلِ التَيّْروسين (EC 4.1.1.25) التفاعل الكيميائي الآتي:
L-tyrosine {\displaystyle \rightleftharpoons } tyramine + CO2
ومن هذا التفاعل نستنتج أن النازعة تحتوي على ركيزة واحدة، وهي ليفو تيّْروسين، وناتجين، وهما التيرامين وثاني أكسيد الكربون.